# Valentyin Valentyinovics Ivanov
Valentyin Valentyinovics Ivanov, oroszul: Валентин Валентинович Иванов (Moszkva, 1961. július 4. –) orosz nemzetközi labdarúgó-játékvezető.

## Pályafutása

### Labdarúgóként
Fiatalon ismerkedett meg a labdarúgással; édesapja edző és a győztes olimpiai labdarúgócsapat tagja volt. Sportolói pályafutását 1986-ban egy súlyosnak tűnő hátsérülés miatt fejezte be. 1976 és 1984 között a FK Torpedo Moszkva csapatában hatvan bajnoki mérkőzésen szerepelt. 1985-ben a Dinamo Sztavropol egyesületben tízszer, 1986-ban a Dinamo Brjanszk klubban tizenötször játszott hivatalos mérkőzésen. Játékosként 1983-ban játszott a Szovjet labdarúgókupa döntőjében.

### Nemzeti játékvezetés
A játékvezetői vizsgát 1986-ban tette le. Nemzeti labdarúgó-szövetségének játékvezető bizottsága minősítése alapján[forrás?] 1993-ban lett a Premjer-Liga játékvezetője. Küldési gyakorlat szerint rendszeres 4. bírói, illetve alapvonalbírói szolgálatot is végzett.[forrás?] A nemzeti játékvezetéstől 2007-ben vonult vissza. Első ligás mérkőzéseinek száma: 199. A szovjet-orosz mérkőzésvezetői örök ranglistán (2009 bajnoki év végével) a 9. helyen áll.

#### Nemzeti kupamérkőzések
Vezetett kupadöntők száma: 2.

#### Orosz labdarúgókupa
| Időpont          | Helyszín                  | Mérkőzés típusa | Mérkőzés                      | Eredmény | Nézők száma |
| ---------------- | ------------------------- | --------------- | ----------------------------- | -------- | ----------- |
| 2003. január 26. | Olimpiai Stadion, Moszkva | döntő           | FC Sheriff Tiraspol–Skonto FK | 2 – 1    | 2 000       |
| 2004. január 25. | Olimpiai stadion, Moszkva | döntő           | SZK Dinamo Tbiliszi–Skonto FK | 3 – 1    | 4 000       |

### Nemzetközi játékvezetés
Az Orosz labdarúgó-szövetség Játékvezető Bizottsága (JB) terjesztette fel nemzetközi játékvezetőnek, a Nemzetközi Labdarúgó-szövetség (FIFA) 1997-től tartotta nyilván bírói keretében. A FIFA JB központi nyelvei közül a angolt beszéli. Több nemzetek közötti válogatott és klubmérkőzést vezetett, vagy működő társának 4. bíróként segített. Az első éveiben főleg utánpótlástornákon foglalkoztatták, a nemzeti sorbaállás után felgyorsult működésének lehetősége. FIFA JB besorolás szerint első kategóriás bíró. Működési idején Ľuboš Micheľ mellett az egyik legjobb európai bíró volt. Az orosz nemzetközi játékvezetők rangsorában, a világbajnokság-Európa-bajnokság sorrendjében többedmagával az 1. helyet foglalja el 18 találkozó szolgálatával. Az aktív nemzetközi játékvezetéstől 2006-ban búcsúzott. Válogatott mérkőzéseinek száma: 28.

#### Labdarúgó-világbajnokság
Az 1994-es labdarúgó-világbajnokságon, a 2002-es labdarúgó-világbajnokságon, a 2006-os labdarúgó-világbajnokságon a FIFA JB bíróként alkalmazta. Az 1994-es labdarúgó-világbajnokság volt az első, ahol ténylegesen külön tevékenykedtek a játékvezetők és a segítő partbírók. A partbírók még nem kapcsolódtak szorosan a delegált nemzeti játékvezetőjükhöz. A 2006-os világtorna volt az első, amikor a meghívott játékvezetőhöz (nemzeti vagy nemzetközi) szorosan kapcsolódtak asszisztensei. Selejtező mérkőzéseket az UEFA zónában vezetett. 1994-ben három csoportmérkőzésen tevékenykedhetett asszisztensként. Világbajnokságon vezetett mérkőzéseinek száma: 3.

##### 2002-es labdarúgó-világbajnokság

###### Selejtező mérkőzés
| Időpont           | Helyszín                   | Mérkőzés típusa           | Mérkőzés               | Eredmény | Nézők száma |
| ----------------- | -------------------------- | ------------------------- | ---------------------- | -------- | ----------- |
| 2000. október 11. | Ernst Happel Stadion, Bécs | előselejtező (7. csoport) | Ausztria–Spanyolország | 1 – 1    | 48 000      |
| 2001. március 24. | Anfield Stadion, Liverpool | előselejtező (9. csoport) | Anglia–Finnország      | 2 – 1    | 44 262      |

##### 2006-os labdarúgó-világbajnokság
(A bíró a hibás!) 2006-ban a Portugália–Hollandia hajmeresztőnek tekintett játékvezetői produkció történt. Megállapítandó, ha a játékosok a cél elérése érdekében nem a labdával, hanem egymással foglalkoznak, ha szinte minden játékos áttöri azokat a viselkedési korlátokat, amelyeket a futball fair play szabályai megkövetelnének, akkor a bíró fegyelmező taktikája szinte egyenlővé válik a nullával. A játékvezetői sporttörténelem igazolja, hogy ilyen helyzetben a legjobb játékvezetők is sorra elbuktak* [forrás?].
A világsajtóban csak elszabadult pokolként vagy a gyűlölet csatájaként emlegetett mérkőzés termése: 16 sárga és 4 piros lap, ami a világbajnokságok történetében abszolút csúcs. A piros lapok tekintetében abszolút világcsúcs. (A 2002-ben  Antonio López Nieto spanyol játékvezető a két csapat durvaságainak fékezésére 14 sárga illetve kettő sárga/piros lapot mutatott fel.)
Gerhard Mayer-Vorfelder, a Német labdarúgó-szövetség (DFB) elnöke egyedül védte Ivanovot, mondván, hogy Ivanov a szabályok előírásai szerint járt el. A két csapat játékosai felejtették el a fair play szabályait és egyéni céljaik elérése érdekében rendkívül nagy kockázatot vállaltak.

###### Selejtező mérkőzés
| Időpont             | Helyszín                      | Mérkőzés típusa           | Mérkőzés                      | Eredmény | Nézők száma |
| ------------------- | ----------------------------- | ------------------------- | ----------------------------- | -------- | ----------- |
| 2004. október 13.   | Ullevaal Stadion, Oslo        | előselejtező (5. csoport) | Norvégia–Szlovénia            | 3 – 0    | 24 907      |
| 2005. március 26.   | Ramat Gan Stadion, Ramat Gan  | előselejtező (4. csoport) | Izrael–-Írország              | 1 – 1    | 32 150      |
| 2005. június 4.     | Marcel Saupin Stadion, Nantes | előselejtező (7. csoport) | Szerbia és Montenegró–Belgium | 0 – 0    | 16 662      |
| 2005. szeptember 3. | Millennium Stadion, Cardiff   | előselejtező (6. csoport) | Wales–Anglia                  | 0 – 1    | 70 795      |
| 2005. október 12.   | Råsunda Stadion, Stockholm    | előselejtező (8. csoport) | Svédország–Izland             | 3 – 1    | 33 716      |

###### Világbajnoki mérkőzés
| Időpont          | Helyszín                      | Mérkőzés típusa              | Mérkőzés             | Eredmény | Nézők száma |
| ---------------- | ----------------------------- | ---------------------------- | -------------------- | -------- | ----------- |
| 2006. június 13. | Rhein-Neckar-Arena, Stuttgart | csoportmérkőzés (G. csoport) | Svájc–Franciaország  | 0 – 0    | 52 000      |
| 2006. június 20. | Olimpiai Stadion, Berlin      | csoportmérkőzés (A. csoport) | Németország–Ecuador  | 3 – 0    | 72 000      |
| 2006. június 25. | Frankenstadion, Nürnberg      | egyik nyolcaddöntő           | Portugália–Hollandia | 1 – 0    | 41 000      |

#### Labdarúgó-Európa-bajnokság

##### U16-os labdarúgó-Európa-bajnokság
Németország rendezte az 1997-es U16-os labdarúgó-Európa-bajnokságot, ahol az FIFA/UEFA JB hivatalnokként vette igénybe szolgálatát.
---

##### U18-as labdarúgó-Európa-bajnokság
Ciprus rendezte az 1998-as U18-as labdarúgó-Európa-bajnokságot, ahol az FIFA/UEFA JB  játékvezetői szolgálatra alkalmazta.
---
A 2000-es labdarúgó-Európa-bajnokságon, illetve a 2004-es labdarúgó-Európa-bajnokságon az UEFA JB játékvezetőként foglalkoztatta.

##### 2000-es labdarúgó-Európa-bajnokság

###### Selejtező mérkőzés
| Időpont          | Helyszín                         | Mérkőzés típusa           | Mérkőzés                | Eredmény | Nézők száma |
| ---------------- | -------------------------------- | ------------------------- | ----------------------- | -------- | ----------- |
| 1999. június 9.  | Josy Barthel Stadion, Luxembourg | előselejtező (5. csoport) | Luxemburg–Lengyelország | 2 – 3    | 8 000       |
| 1999. október 6. | Spyridon Louis Stadion, Athén    | előselejtező (2. csoport) | Görögország–Albánia     | 2 – 0    | 8 452       |

##### 2004-es labdarúgó-Európa-bajnokság

###### Selejtező mérkőzés
| Időpont           | Helyszín                       | Mérkőzés típusa           | Mérkőzés               | Eredmény | Nézők száma |
| ----------------- | ------------------------------ | ------------------------- | ---------------------- | -------- | ----------- |
| 2002. október 12. | Steaua Stadion, Bukarest       | előselejtező (2. csoport) | Románia–Norvégia       | 0 – 1    | 21 000      |
| 2003. március 29. | Renzo Barbera Stadion, Palermo | előselejtező (9. csoport) | Olaszország–Finnország | 2 – 0    | 34 074      |
| 2003. október 11. | Imtech Arena, Hamburg          | előselejtező (5. csoport) | Németország–Izland     | 3 – 0    | 50 821      |

###### Európa-bajnoki mérkőzés
| Időpont          | Helyszín                            | Mérkőzés típusa              | Mérkőzés             | Eredmény | Nézők száma |
| ---------------- | ----------------------------------- | ---------------------------- | -------------------- | -------- | ----------- |
| 2004. június 17. | Cidade Stadion, Coimbra             | csoportmérkőzés (B. csoport) | Anglia–Svájc         | 3 – 0    | 28 214      |
| 2004. június 22. | Afonso Henriques Stadion, Guimarães | csoportmérkőzés (C. csoport) | Olaszország–Bulgária | 2 – 1    | 16 002      |
| 2004. június 27. | Dragão Stadion, Porto               | egyik negyeddöntő            | Csehország–Dánia     | 3 – 0    | 41 092      |

#### Konföderációs kupa
| Időpont          | Helyszín                | Mérkőzés típusa              | Mérkőzés              | Eredmény | Nézők száma |
| ---------------- | ----------------------- | ---------------------------- | --------------------- | -------- | ----------- |
| 2003. június 19. | Stade de France, Párizs | csoportmérkőzés (B. csoport) | Brazília–Kamerun      | 0 – 1    | 46 719      |
| 2003. június 29. | Stade de France, Párizs | döntő                        | Kamerun–Franciaország | 0 – 1    | 51 985      |

#### Nemzetközi kupamérkőzések
Vezetett kupadöntők száma: 3.

##### Interkontinentális kupa
| Időpont            | Helyszín                   | Mérkőzés típusa | Mérkőzés                            | Partbíró                         | Eredmény | Nézők száma |
| ------------------ | -------------------------- | --------------- | ----------------------------------- | -------------------------------- | -------- | ----------- |
| 2003. december 14. | Központi Stadion, Jokohama | döntő           | CA Boca Juniors (argentin)–AC Milan | Jurij Dupanov/Vlagyimir Jenutyin | 1 – 1    | 66 757      |

## Szakmai sikerek
- Az IFFHS szerint 2004-ben az év legjobb játékvezetője szavazáson, azonos pontszámmal Márcio Rezende játékvezetővel a 7. helyen lett kiemelve.
- Az IFFHS (International Federation of Football History & Statistics) 1987-2011 évadokról tartott nemzetközi szavazásán 151, játékvezető besorolásával minden idők 32, legjobb bírójának rangsorolta, holtversenyben Arturo Brizio Carter, Javier Castrilli társaságában. A 2008-as szavazáshoz képest 3 pozíciót hátrább lépett.

## Családi háttér
Apja, Valentyin Kozmics Ivanov korábbi szovjet labdarúgó-játékos későbbi edző, a kiemelkedő eredményeket elérő szovjet labdarúgó válogatott tagjaként sorozatban ért el kiemelkedő eredményeket. Az 1956. évi nyári olimpiai játékok labdarúgó tornáját nyerő, az I., az 1960-as labdarúgó-Európa-bajnokságt nyerő, illetve a VII., az 1962-es labdarúgó-világbajnokságon a negyeddöntőig menetelő labdarúgó válogatott tagja volt. Chilében Albert Flóriánnal, valamint további négy gólkirállyal együtt 4-4 gól szereztek. Felesége Ligyija Ivanova olimpiai bajnok tornásznő, két gyermekük született, köztük Valentyin.